# ميخائيل بتروف (مجدف)
ميخائيل بتروف (بالبلغارية: Михаил Петров)‏ هو مجدف بلغاري، ولد في 11 يونيو 1958.

## وصلات خارجية
- ميخائيل بتروف على موقع الاتحاد الدولي للتجديف (الإنجليزية)
- ميخائيل بتروف على موقع أوليمبيديا (الإنجليزية)